# Kiersey Clemons
Kiersey Nicole Clemons (Pensacola, Florida; 17 de diciembre de 1993) es una cantante y actriz estadounidense conocida por sus papeles recurrentes como Danielle en la serie de Disney Channel Shake It Up y como Kira Starr en Austin & Ally.

## Primeros años
Clemons nació el 17 de diciembre de 1993 en Pensacola, Florida. Creció en Redondo Beach, California. Ella es birracial; su padre es afroamericano y su madre es euro-estadounidense.

## Carrera
Al principio de su carrera, Clemons coprotagonizó la serie de Disney Channel, Austin & Ally interpretando a Kira Starr. También apareció en la película original de Disney Channel, Cloud 9. Clemons fue estrella invitada en la serie de drama criminal, CSI: Crime Scene Investigation. En 2014, apareció en el video musical de Trey Songz para "SmartPhones" y "What's Best for You" en el que interpretó a su interés amoroso que lo atrapa en el acto de ser infiel mediante una llamada telefónica.
De 2014 a 2015, Clemons ha interpretó a Bianca en la serie de comedia, Transparent. También tuvo un papel protagónico en la serie original de MTV, Eye Candy interpretando a Sophia. La serie solo se emitió durante una temporada. Apareció como invitada en un episodio del 2015 de New Girl como el interés amoroso de Winston, KC. Clemons apareció en el video musical de Lady Gaga para "Til It Happens to You" y en el video musical de DJ Snake para "Middle" junto a Josh Hutcherson.
En 2016, Clemons interpretó a Beth en la película de comedia, Neighbors 2: Sorority Rising. También interpretó a Chase, una estudiante de posgrado de Chicago, en episodios de la serie original de Netflix, Easy. Clemons fue elegida como Iris West en la película de acción, The Flash, pero el proyecto se retrasó debido a la partida del director Rick Famuyiwa. A pesar de esto, todavía estaba programada para aparecer en la película Liga de la Justicia (2017) con el mismo personaje, pero sus escenas fueron eliminadas. Clemons finalmente aparecerá como el personaje en Zack Snyder's Justice League (2021). En marzo de 2021, se anunció su participación en The Flash (2022), ahora dirigida por Andy Muschietti.
En 2017, Clemons coprotagonizó junto a Callum Turner el drama, The Only Living Boy in New York, y junto con Elliot Page el remake, Flatliners.
En 2018, Clemons coprotagonizó con Nick Offerman, la comedia dramática musical, Hearts Beat Loud. Clemons recibió el Premio Phoenix inaugural del Atlanta Film Festival por Hearts Beat Loud en abril de 2018.
En 2019, Clemons coprotagonizó con Thomas Mann en el remake de acción en vivo, La dama y el vagabundo. En 2020, Clemons prestó su voz a Dee Dee Skyes en la película de Scooby-Doo, ¡Scooby!.

### Música
En una entrevista en 2013, Clemons reveló que estaba trabajando en su carrera musical. 

«Sólo estoy haciendo que todos tengan la idea de quién soy realmente a través de mi música, así que quiero que todo sea muy preciso.»

.

## Vida personal
Clemons se identifica como queer.
Clemons sufre de trastorno bipolar y luchó contra la enfermedad, especialmente antes de que le diagnosticaran formalmente.

## Filmografía

### Películas
| Año  | Título                          | Rol           | Notas              |
| ---- | ------------------------------- | ------------- | ------------------ |
| 2013 | Prom?!                          | Abby          | Cortometraje       |
| 2015 | Dope                            | Diggy         | Protagonista       |
| 2016 | Neighbors 2: Sorority Rising    | Beth          |                    |
| 2017 | The Only Living Boy in New York | Mimi Pastori  | Coprotagonista     |
| 2017 | Flatliners                      | Sophia        | Protagonista       |
| 2018 | Little Bitches                  | Marisa        |                    |
| 2018 | Hearts Beat Loud                | Sam           | Protagonista       |
| 2018 | An L.A. Minute                  | Velocity      | También productora |
| 2019 | Sweetheart                      | Jenn          | Protagonista       |
| 2019 | La dama y el vagabundo          | Darling       | Protagonista       |
| 2020 | ¡Scooby!                        | Dee Dee Sykes |                    |
| 2020 | The Ball Method                 | Alice Ball    | Cortometraje       |
| 2020 | Antebellum                      | Julia         |                    |
| 2021 | Zack Snyder's Justice League    | Iris West     |                    |
| 2023 | The Flash                       | Iris West     |                    |
| 2023 | Somebody I Used to Know         | Cassidy       |                    |
| 2023 | The Young Wife                  | Celestina     |                    |

### Televisión
| Año       | Título                             | Personaje        | Notas                                                                            |
| --------- | ---------------------------------- | ---------------- | -------------------------------------------------------------------------------- |
| 2010      | Shake It Up                        | Danielle         | Episodios: «Age It Up», «Party It Up»                                            |
| 2011      | Bucket & Skinner's Epic Adventures | Summer           | Episodio: «Epic Wingman»                                                         |
| 2011      | Good Luck Charlie                  | Alicia           | Episodio: «The Bob Duncan Experience»                                            |
| 2013      | CSI: Crime Scene Investigation     | Gwen Onetta      | Episodio: "Frame by Frame                                                        |
| 2013      | Austin & Ally                      | Kira Starr       | Papel recurrente, 8 episodios                                                    |
| 2014      | Cloud 9                            | Skye Sailor      | Película original de Disney Channel                                              |
| 2014—2015 | Transparent                        | Bianca           | 9 episodios                                                                      |
| 2015      | Eye Candy                          | Sophia Preston   | 8 episodios, serie de MTV                                                        |
| 2015      | Extant                             | Lucy McRader     | 11 episodios                                                                     |
| 2015      | Comedy Bang! Bang!                 | Mesera           | Episodio: «Brie Larson Wears a Billowy Long-Sleeve Shirt and White Saddle Shoes» |
| 2015      | New Girl                           | KC               | 2 episodios                                                                      |
| 2016–2019 | Easy                               | Chase            | 4 episodios                                                                      |
| 2017      | Michael Jackson's Halloween        | Victoria (voz)   | Especial de televisión                                                           |
| 2018      | Angie Tribeca                      | Maria Charo      | 10 episodios                                                                     |
| 2019      | Rent: Live                         | Joanne Jefferson | Especial de televisión                                                           |
| 2019      | BoJack Horseman                    | Jameson H. (voz) | Episodio: «A Horse Walks into a Rehab»                                           |
| 2020      | Red Bird Lane                      | Jane             | Piloto de televisión                                                             |
| 2023      | Monarch: Legacy of Monsters        | May / Corah      | 10 episodios                                                                     |

### Vídeos musicales
| Año  | Título                  | Artista(s)                    | Rol          | Notas |
| ---- | ----------------------- | ----------------------------- | ------------ | ----- |
| 2014 | "SmartPhones"           | Trey Songz                    | Novia        |       |
| 2015 | "Til It Happens to You" | Lady Gaga                     | Avery        |       |
| 2016 | "Middle"                | DJ Snake ft. Bipolar Sunshine | Superheroína |       |

## Premios y nominaciones
| Año  | Asociación                           | Categoría                                                                  | Trabajo          | Resultado |
| ---- | ------------------------------------ | -------------------------------------------------------------------------- | ---------------- | --------- |
| 2015 | Young Artist Awards                  | Mejor actuación en una serie de televisión - Actriz joven recurrente 17-21 | Transparent      | Nominada  |
| 2016 | Black Reel Awards                    | Mejor interpretación revolucionaria, femenino                              | Dope             | Ganadora  |
| 2017 | Hamptons International Film Festival | Variety 10 Actors to Watch                                                 | Ella misma       | Ganadora  |
| 2018 | Hollywood Music in Media Awards      | Mejor Canción Original - Película Independiente                            | Hearts Beat Loud | Nominada  |
| 2019 | Fantastic Fest                       | Mejor actriz                                                               | Sweetheart       | Ganadora  |
| 2020 | Fangoria Chainsaw Awards             | Mejor actriz                                                               | Sweetheart       | Nominada  |